# Formation de Villar del Arzobispo
La formation de Villar del Arzobispo est une formation géologique espagnole d'âge Jurassique supérieur. Cette formation est célèbre pour les fossiles qu'elle renferme et, en particulier, ses dinosaures.

## Situation géographique
La formation de Villar del Arzobispo (province de Valence) est présente dans le bassin mésozoïque espagnol, en particulier à l'est de la ville de Teruel.

## Datation
Cette formation a été classiquement datée de la limite entre le Jurassique et le Crétacé (Tithonien et Berriasien), soit il y a environ entre 150 et 140 Ma (millions d'années). Mais en 2017, l'analyse des grands foraminifères benthiques de la formation par S. Campos-Soto et al. lui assignent un âge Kimméridgien à Tithonien, soit il y a environ entre 154,8 à 143,1 millions d'années, ce qui paraît cohérent avec les associations de dinosaures présents dans la formation, qui sont fortement liés aux autres faunes européennes du Jurassique supérieur.
La formation géologique sous-jacente, la formation de Higueruelas serait datée du Kimméridgien inférieur, limitant ainsi l’extension de la formation de Villar del Arzobispo dans le Kimméridgien.

## Environnements de dépôt
La formation de Villar del Arzobispo montrent des faciès très variés, détritiques ou carbonatés déposés dans des environnements marins côtiers peu profonds ou de plaine alluviale chenalisée. Elle est célèbre pour ses nombreux sites de pistes ou de fossiles de dinosaures.
La partie inférieure de la formation est composée principalement de calcaires bioclastiques et oolithiques, déposés sur une plate-forme carbonatée marine interne. Cet environnement a évolué dans le temps vers une plaine côtière et alluviale silico-clastique. Celle-ci est traversée de chenaux avec des dépôts argilo-gréseux interstratifiés avec des niveaux de calcaires intertidaux à supratidaux. Ce sont ces dépôts carbonatés côtiers, très peu profonds, qui montrent la plus forte abondance, la diversité et la meilleure préservation des traces de dinosaures et de leurs os. Les os de dinosaures sont cependant également fréquents dans les sédiments silico-clastiques, en particulier ceux de plaine d'inondation.

## Paléontologie
Cette formation présente un grand intérêt paléontologique aussi bien pour ses fossiles que ses pistes fossiles (paléoichnologie) de dinosaures.  

## Principauxgenresetespècesfossiles découverts

### Dinosaures

#### Stégosaures
- Dacentrurus[3]

#### Turiasaures
- Turiasaurus riodevensis[4]
- Galvesaurus herreroi[5]
- Losillasaurus giganteus[6].